# Cheeky's Evening
『Cheeky's Evening』（チーキーズ イブニング）は、BSよしもとで2022年10月3日から2023年6月29日まで月曜日 - 木曜日 17時30分 - 18時（JST）に放送されているテレビ番組。

## 概要
2022年3月22日から9月30日まで月曜から金曜まで毎朝約2時間の生放送であった『Cheeky's Cast 1』の放送時間を月曜から木曜までの夕方に移転、30分に短縮して芸人の個性を生かしたトークを行う。この番組では内容と一部の出演者の曜日が変更され、トーク内容は、月曜日は吉本入りする前にプロフェッショナルとしてやっていた仕事がある芸人を吉本興業東京本社にゲストで呼んでのトーク（この番組がメディア初出演の芸人も多い）、火曜日はなんばのCAFE英國屋での時事ネタ、水曜日は東京本社で収録日に一度に翌月分の収録を行いながら「住みます芸人」とリモートトーク、木曜日は福島区の寄席茶屋令和亭で若手落語家とのトークとなっている。なお、月曜と水曜は基本的に同一曜日に収録されていた（）及び（）。
ただし、カメラは1台のみ、BGMはなし。
2023年6月7日は、よしもとベースボールライブ「ホークス×ベイスターズ」のため同年6月9日に放送した。

## 出演者
|              | 月曜日                 | 火曜日                 | 水曜日 | 木曜日   |
| ------------ | ---------------------- | ---------------------- | ------ | -------- |
| MC           | ゴリ（ガレッジセール） | 西川のりお・上方よしお | 石田靖 | 月亭方正 |
| アシスタント |                        |                        | 光永   | 曽麻綾   |

## スタッフ
- 構成：平岡達哉（月・水）、中切孝（火）、稲見周平（木）
- 編成：肥後篤人（BSよしもと）
- 音声：森大樹
- VE：原俊平
- 演出：鷲見演博（よしもとブロードエンタテインメント）（火・木）
- 曜日プロデューサー：幸田奈央（吉本興業）（月・水）、木村友厚（よしもとブロードエンタテインメント）（火・木）
- チーフプロデューサー：武藤佑樹（吉本興業）
- 制作協力：吉本興業、よしもとブロードエンタテインメント
- 製作著作：BSよしもと